# Eleições legislativas portuguesas de 1869
As eleições legislativas portuguesas de 1869 foram realizadas no dia 11 de abril.

## Resultados Nacionais
| ↓              |          |
| 79             | 20       |
| Governamentais | Oposição |

| Partido                | Partido                | Partido            | Votos        | %        | Deputados | +/-   |       |
| ---------------------- | ---------------------- | ------------------ | ------------ | -------- | --------- | ----- | ----- |
|                        |                        | Partido Reformista |              |          |           |       |       |
|                        | Partido Avilista       |                    |              |          |           |       |       |
| Governamentais (Total) | Governamentais (Total) |                    | 80,0 / 100,0 | 79 / 107 | 63        |       |       |
|                        |                        | Partido Histórico  |              |          | 15 / 107  | 6     |       |
|                        | Partido Regenerador    |                    |              | 5 / 107  | 8         |       |       |
| Oposição (Total)       | Oposição (Total)       |                    | 20,0 / 100,0 | 20 / 107 | 2         |       |       |
| Fonte                  | Fonte                  | Fonte              | [ 1 ]        | [ 1 ]    | [ 1 ]     | [ 1 ] | [ 1 ] |

### Gráfico
| Gráfico dos resultados | Gráfico dos resultados | Gráfico dos resultados | Gráfico dos resultados | Gráfico dos resultados |
| ---------------------- | ---------------------- | ---------------------- | ---------------------- | ---------------------- |
|                        |                        |                        |                        |                        |
| Governamentais         | Governamentais         |                        | 80%                    | 80%                    |
| Oposição               | Oposição               |                        | 20%                    | 20%                    |

Nota: o número de deputados eleitos de cada força política correspondem apenas ao eleitos no continente e nas ilhas.